# Zrinski-Burg
Die Zrinski-Burg befindet sich im Norden Kroatiens nahe der Stadtmitte Čakovec und stellt die größte Burg in der Gespanschaft Međimurje dar.
Den Namen trägt die Burg dank des Adelsgeschlechts Zrinski, dessen Mitglieder sie rund 150 Jahre lang besaßen. Ebenfalls Besitzer der Burg waren die Herzöge von Lacković, Grafen von Cilli, Grafen von Ernušt, Grafen von Feštetić und die Grafen von Althan.
Čakovec war im 16. und 17. Jahrhundert innerhalb der historischen Militärgrenze einer der Hauptverteidigungspunkte gegen die vordringenden Osmanen. In dieser Zeit baute man die Burg zu einer modernen Festung mit umliegendem Wassergraben und Bastionen aus. In späteren Jahren wurde die Burg noch mehrmals umgebaut.
Im 17. Jahrhundert wurde die Bibliotheca Zriniana, die berühmte Büchersammlung des kroatischen Banus Nikolaus Zrinski, in der Burg untergebracht.
Heute dient sie als touristische Sehenswürdigkeit. Das Museum von Međimurje, das sich im Palas der Anlage befindet, ist Aufbewahrungsort von 17.000 wertvollen Exponaten. Die Burg ist vom Zrinski-Park mit seinen Skulpturen, Denkmälern und Gedenkstätten umgeben.

## Fotos

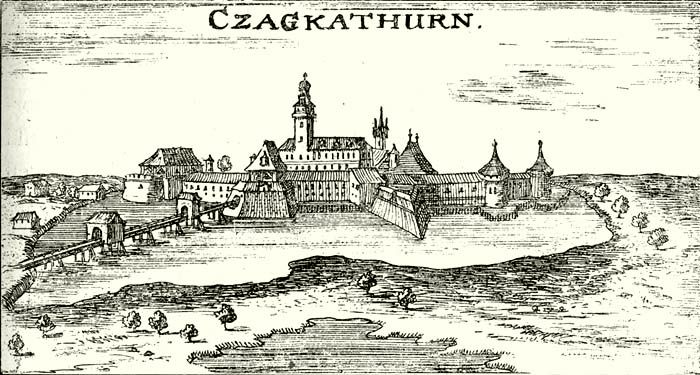
Die Burg um 1640 (zur Zeit des Grafen Nikolaus Zrinski)
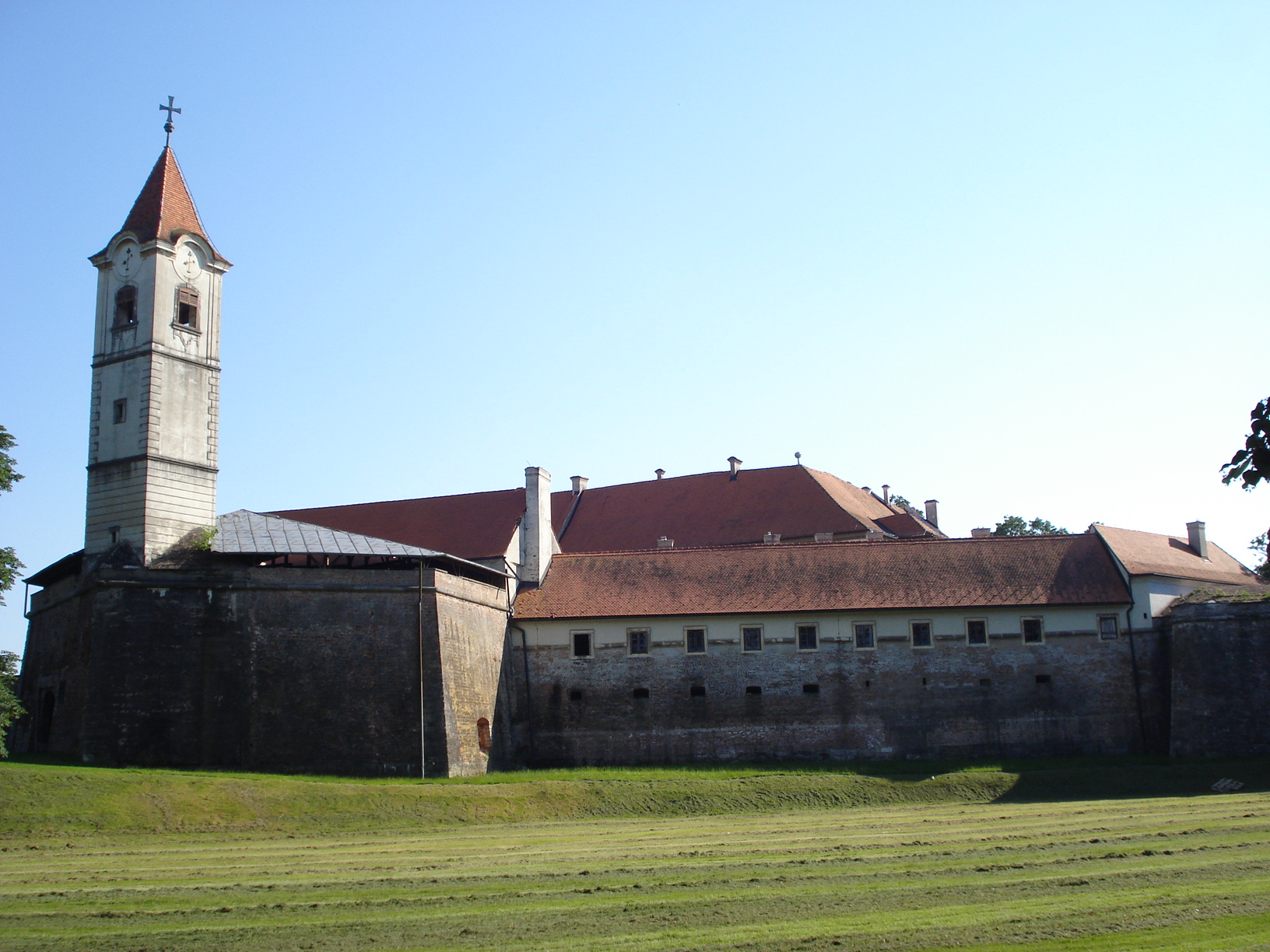
Blick von Norden
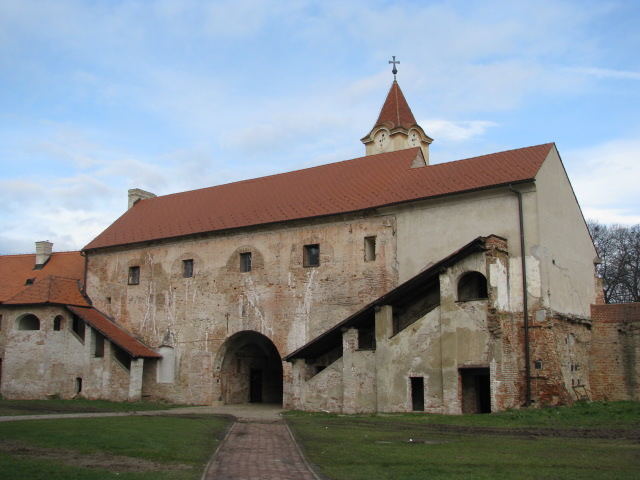
Innenhof
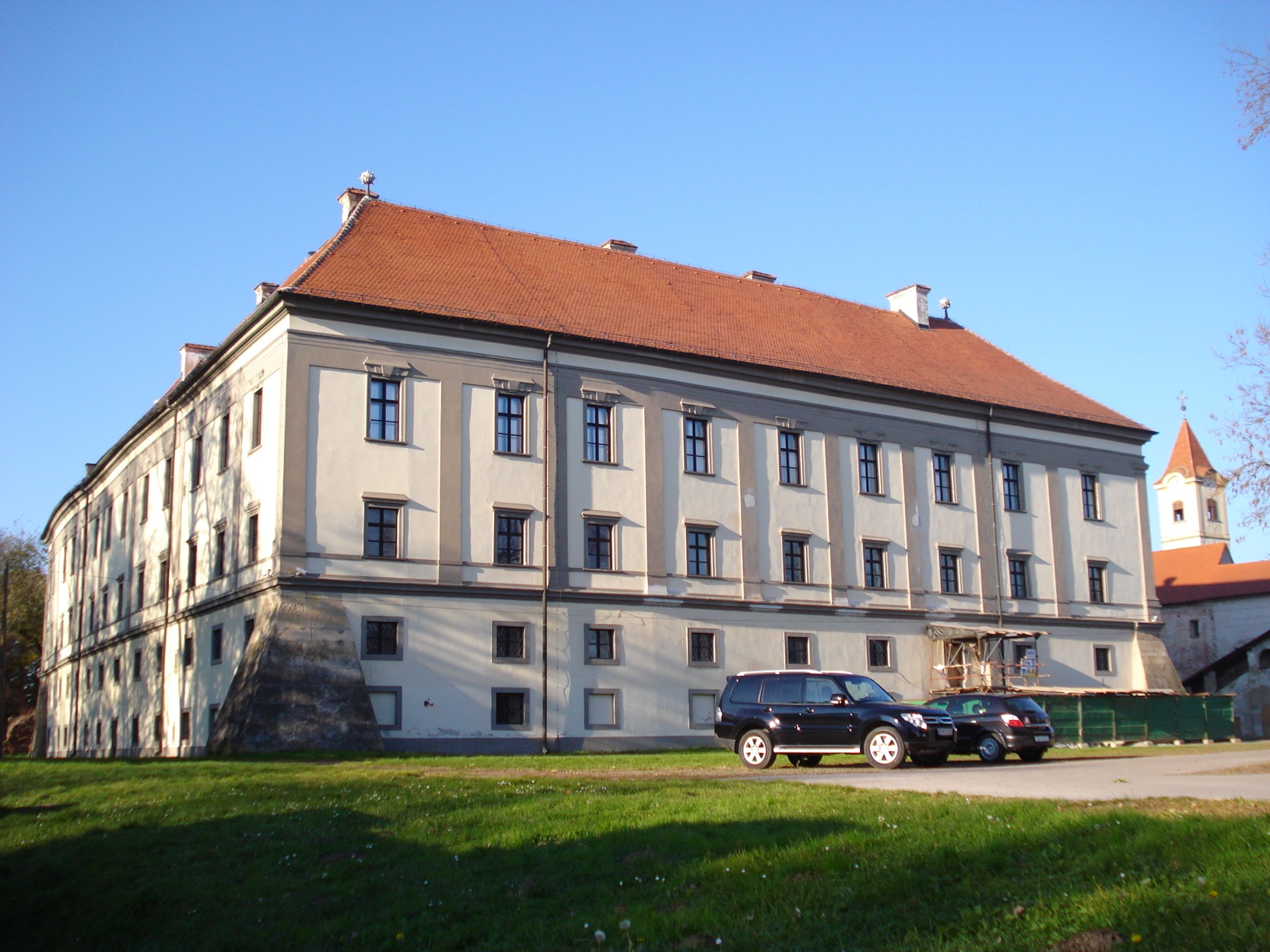
Innenpalast mit dem Museum (Südseite)
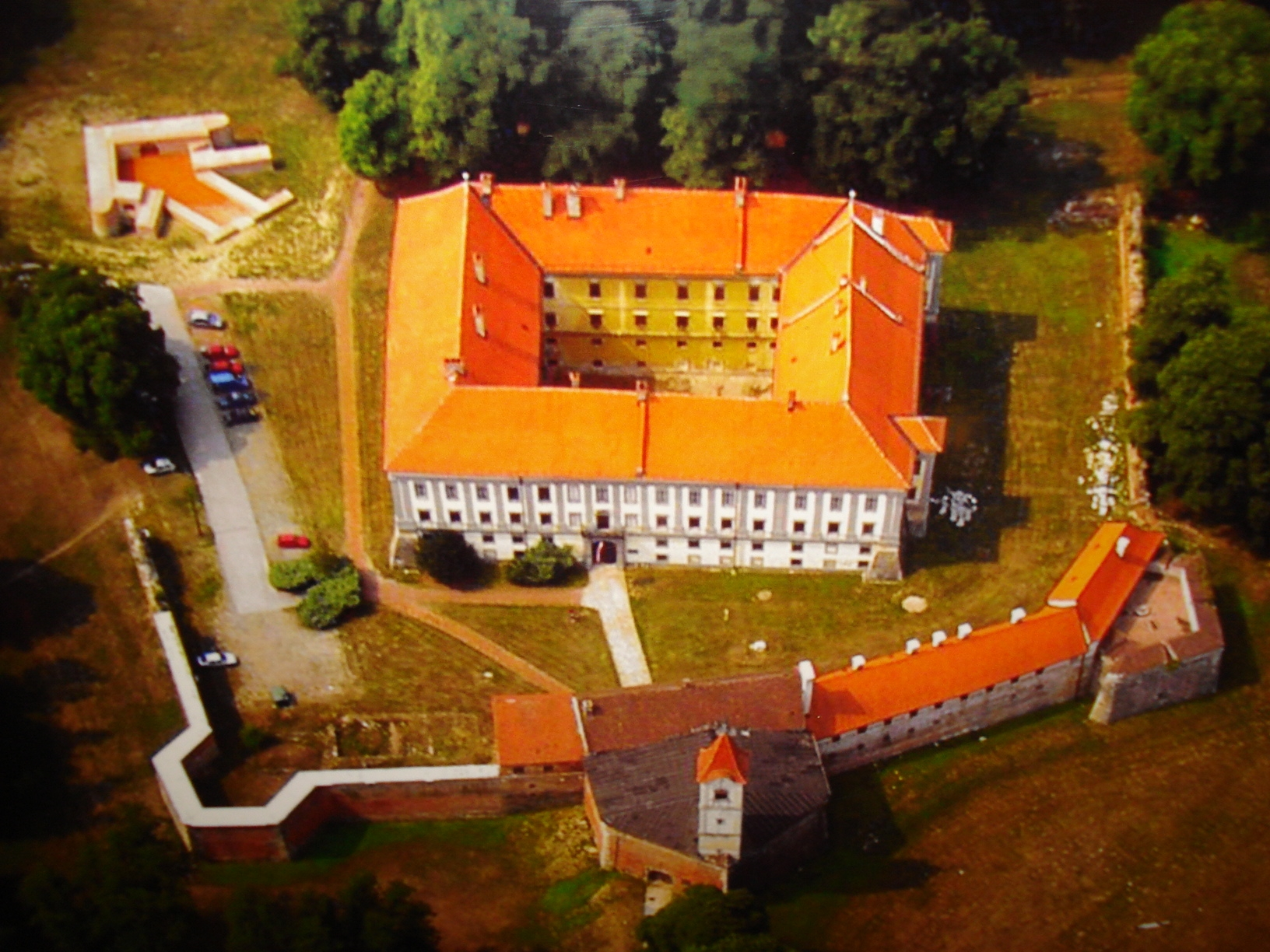
Gesamte Anlage aus der Vogelperspektive
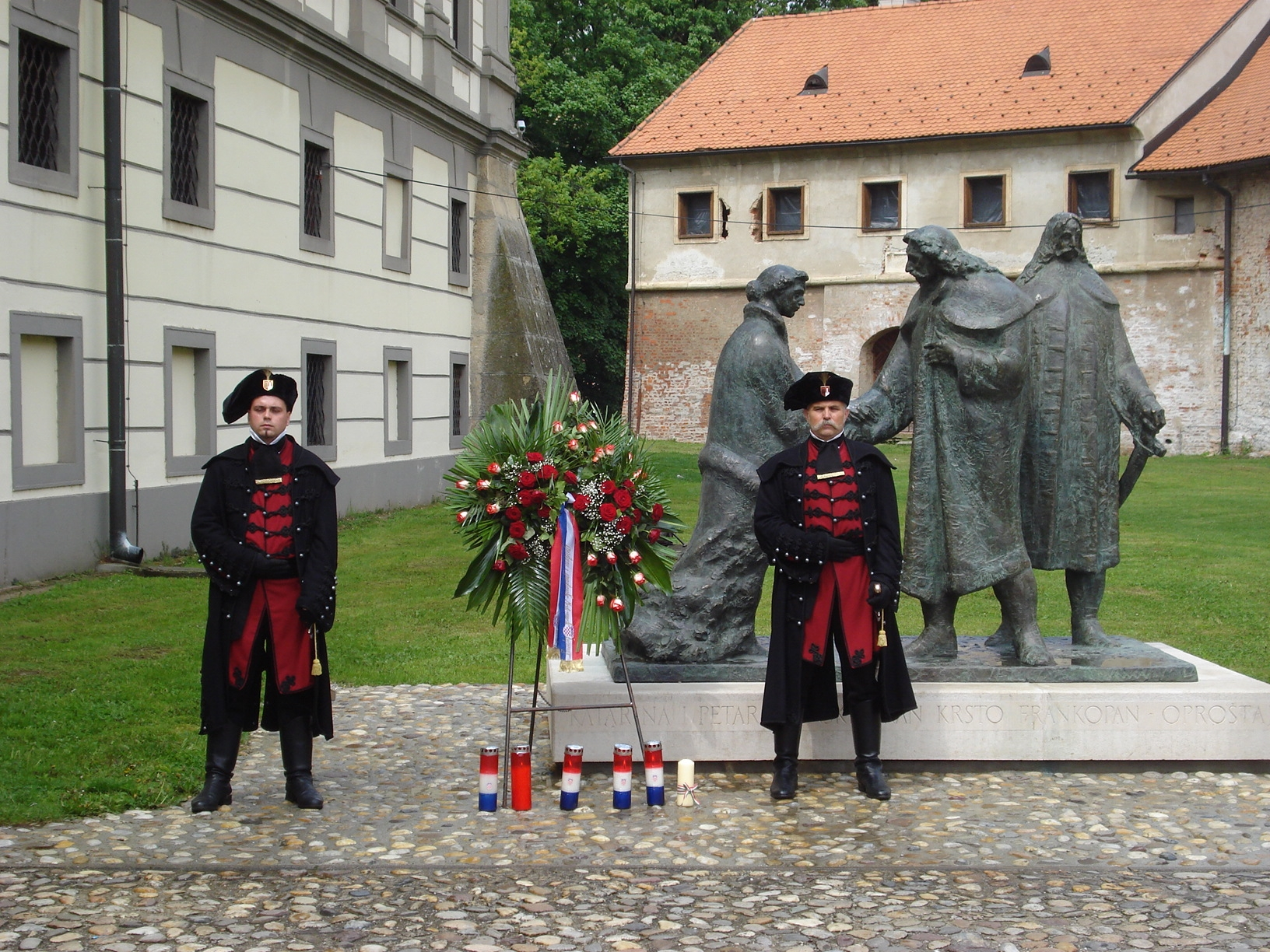
Zrinski-Garde beim Denkmal im Innenhof
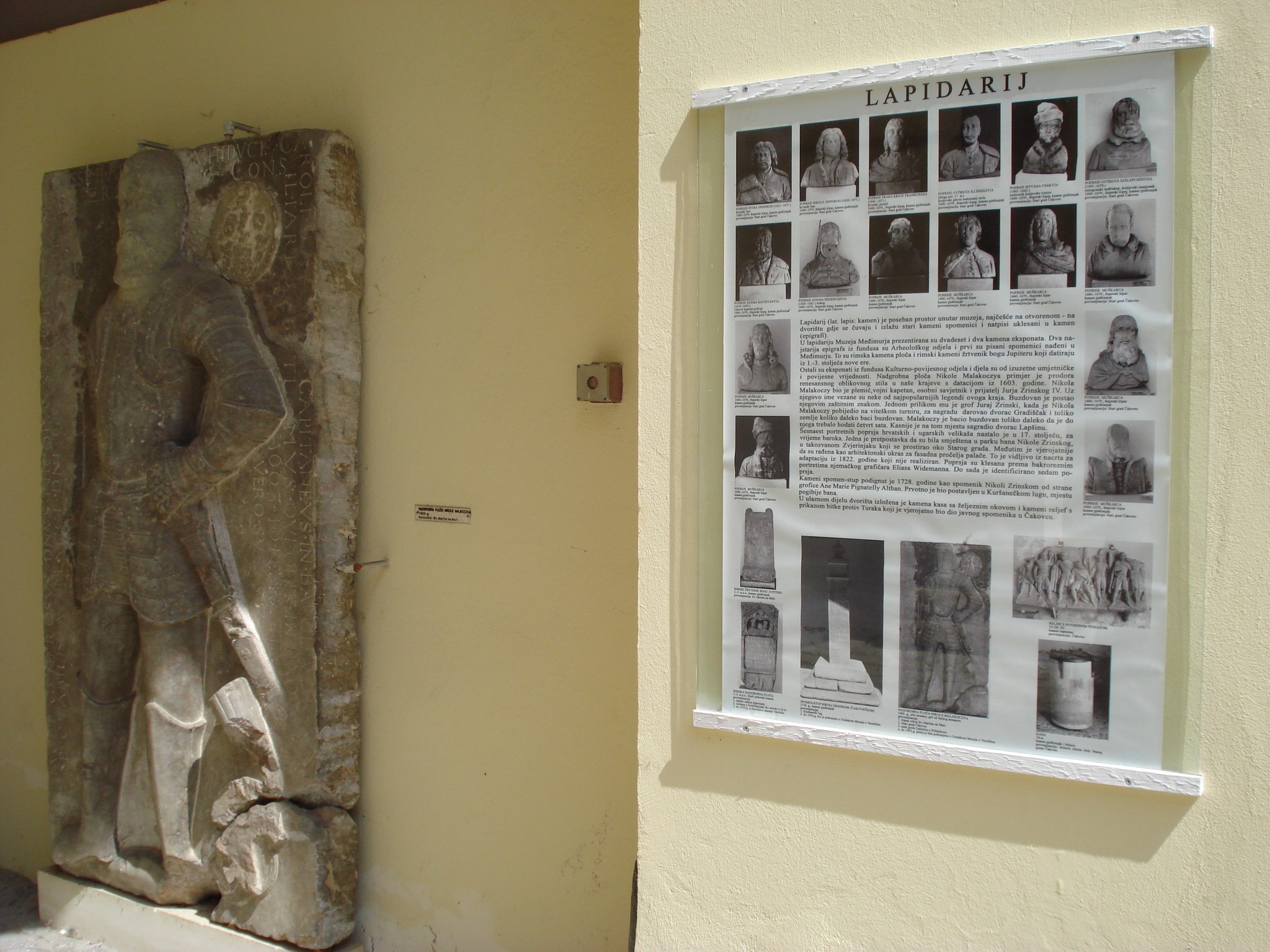
Lapidarium im Atrium des Museums
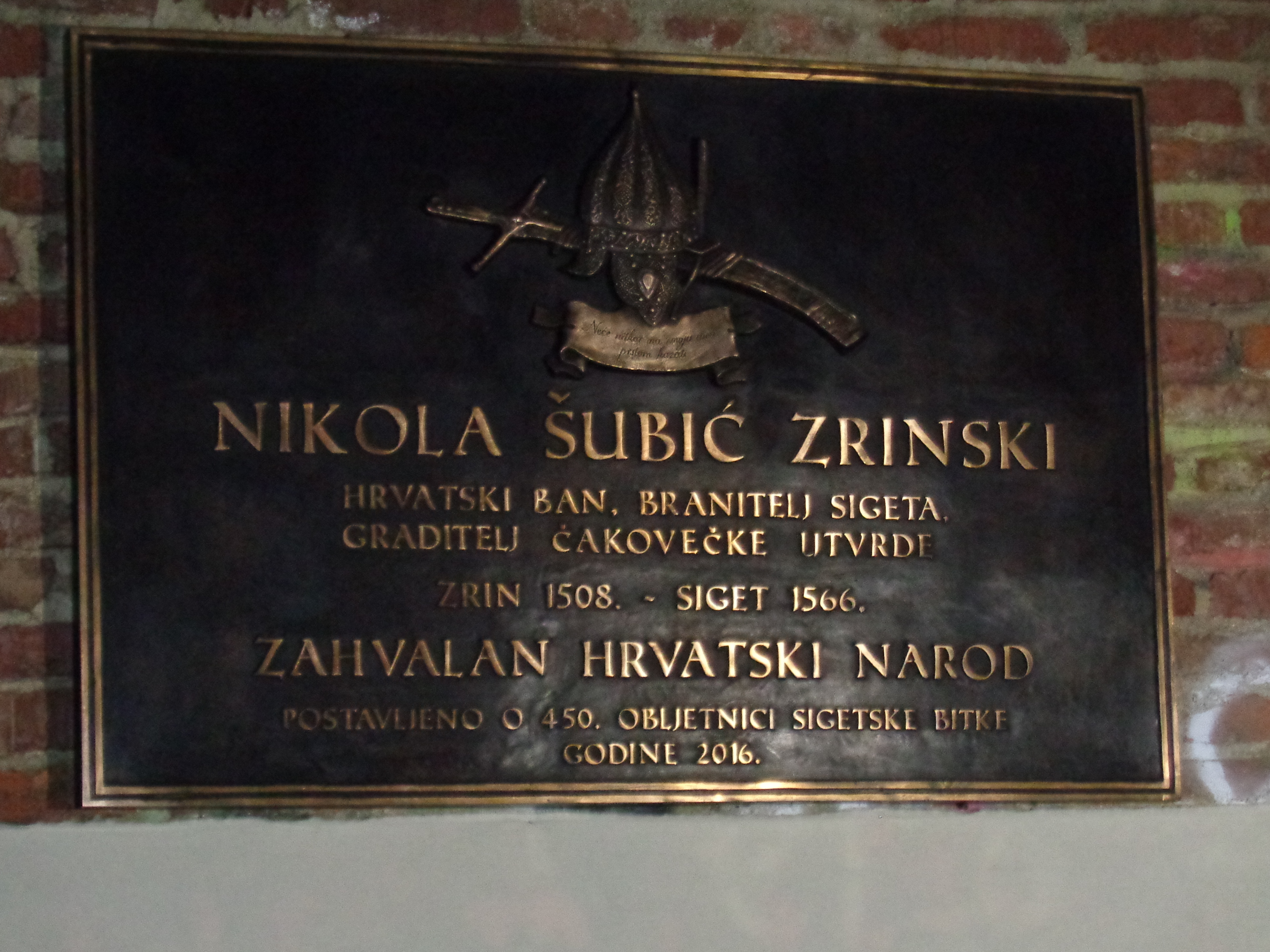
Gedenktafel für Nikola Šubić Zrinski in der Eingangsbastion